# Logóteta postal
O logóteta postal, logóteta do curso ou logóteta do dromo (em grego: λογοθέτης τοῦ δρόμου; romaniz.: Logothetes tou dromou) foi o chefe do departamento do dromo, o curso público (em latim: cursus publicus; em grego: δημόσιος δρόμος; romaniz.: dēmosios dromos ou ὁ δρόμος), e um dos ministros mais elevados (logóteta) do Império Bizantino.

## História e funções
A origem exata e data de instituição do ofício é incerta. O ofício é explicitamente atestado pela primeira vez em ca. 762, e é comumente considerado como a evolução do curiosus cursus publici, o inspetor do curso público atestado no final do século IV na Notitia Dignitatum sob o mestre dos ofícios (Pars Orientalis, XI). Como os deveres outrora amplos do mestre dos ofícios foram gradualmente removidos, o ofício passou a controlar não só o curso público, mas também os assuntos estrangeiros do Império Bizantino, manuseando a coleta de inteligência de pessoas estrangeiras, correspondência com príncipes estrangeiros e a recepção de embaixadores.
Gradualmente o ofício evoluiu em um ministro sênior e principal conselheiro do imperador bizantino, até ser substituído no século XII pelo grande logóteta. É indicativo de sua proeminência que as fontes bizantinas dos séculos IX-X, quando há menção do "logóteta" sem outra qualificação, refere-se usualmente ao logóteta postal. Como condizente com sua importância, ele foi recebido em audiência a cada manhã pelo imperador bizantino. Além disso, de acordo com o Sobre as Cerimônias de Constantino VII Porfirogênito (r. 913–959), o logóteta postal também tinham significativos deveres cerimoniais: ele apresentou os oficiais seniores em cerimônias de premiação, e obviamente tinham uma parte proeminente na recepção de embaixadores estrangeiros, bem como na exibição de cativos. Após as reformas do imperador Aleixo I Comneno (r. 1081–1118), em ca. 1108, o dromos deixou de existir como um departamento, mas o logóteta permaneceu, agora responsável por comunicações oficiais e por supervisionar estrangeiros residentes de Constantinopla.

## Oficiais subordinados
Os subordinados do logóteta postal eram:
- O protonotário do dromo  (em grego: πρωτονοτάριος τοῦ δρόμου; romaniz.: protonotarios tou dromou), seu assessor júnior.[4]
- Os cartulários do dromo (em grego: χαρτουλάριοι τοῦ [ὀξέος] δρόμου; romaniz.: chartoularioi tou [oxeos] dromou), que foram funcionários com patentes de espatário, combinando com a função do curiosos (curiosi) romanos das províncias e os oficiais encarregados do "Gabinete dos Bárbaros".[4]
- Alguns episceptetas (em grego: ἐπισκεπτῆται; romaniz.: episkeptetai) oficiais encarregados de vários estados imperiais (episcépse).
- Tradutores (em grego: ἑρμηνευταῖ; romaniz.: hermēneutai), também atestados (interpretes diversarum gentium) na Notitia Dignitatum.[6]
- O curador do Apocrisiareu (em grego: κουράτωρ του ἀποκρισιαρείου; romaniz.: kurator tou apokrisiareiou), encarregado do Apocrisiareu (Apokrisiarieion), um edifício de Constantinopla que abrigou enviados estrangeiros.[6]
- Vários inspetores, os diatrécontas (em grego: διατρέχοντες; romaniz.: diatrechontes; os cursores romanos) e mensageiros, chamados mandadores (em grego: μανδάτορες).[6]